# Пономаренко Яків Матвійович
Яків Матвійович Пономаренко (нар. 1875, Одеса — пом. 6 листопада 1926) — український живописець, графік, архітектор, плакатист; віце-президент Одеського товариства витончених мистецтв та член Одеського відділення інженерного імператорського технічного товариства з 1910 року.

## Біографія
Народився у 1875 році в місті Одесі (тепер Україна) в сім'ї іконописця. Навчався в Одеській малювальній школі, з 1893 року — на архітектурному факультеті Імператорської академії мистецтв в Санкт-Петербурзі. Після закінчення навчання 1 листопада 1901 року отримав звання художника-архітектора за проект «Міської Думи в столиці».
З 1904 року — викладач архітектури. З початку 1910-х — практикуючий архітектор, живописець і ілюстратор. У 1907—1917 роках читав курс в Одеській художній школі. У 1919 році та початку 1920-х керував майстернею в Одеському вищому художньому училищі. На початку 1920-х заарештований. Помер в ув'язненні 6 листопада 1926 року.

## Творчість
Як архітектор, працював в Одесі. Наприкінці 1890-х років спорудив невеликий двоповерховий особняк С. Ф. Реміх на Єлісаветинській вулиці, 10 (без скульптурного оздоблення); у 1900 році спорудив у стилі німецького ренесансу та готики мальовничий за оздобленням та оригінальний за плануванням будинок Г. Гелеловича на вулиці Базарній, 33. Серед інших робіт в Одесі:
- будинок Вургафта (1902; на розі Ковальської, 54 та Успенської вулиці, 72);
- житлові комплекси для І-го та ІІ-го товариств квартировласників:
  - на розі Пантелеймонівської та Канатної вулиць (1912—1913);
  - на вулиці Семінарській, 4 (у співавторстві з Володимиром Кундертом);
  - на вулиці Пироговській № 3 і 5 (1911—1914);
- міська публічна бібліотека (проєкт 1904 року, будівля 1905—1907 років, вулиця Пастера, 13; автор самої конструкції, а автор фасаду Федір Неструх);
- реконструкція споруди або нове приміщення під іллюзіон «Хвиля» (1909, Олексіївська площа, у співавторстві з Жеромом Гофманом);
- будівля майстерень Художнього училища (1909—1910,  Преображенська вулиця, 14; здійснив архітектурний нагляд, архітектор Пауль Клейн);
- проєкт зоосаду Байдерта на початку Приморського бульвару (1910-ті, не втілений в життя)[1].

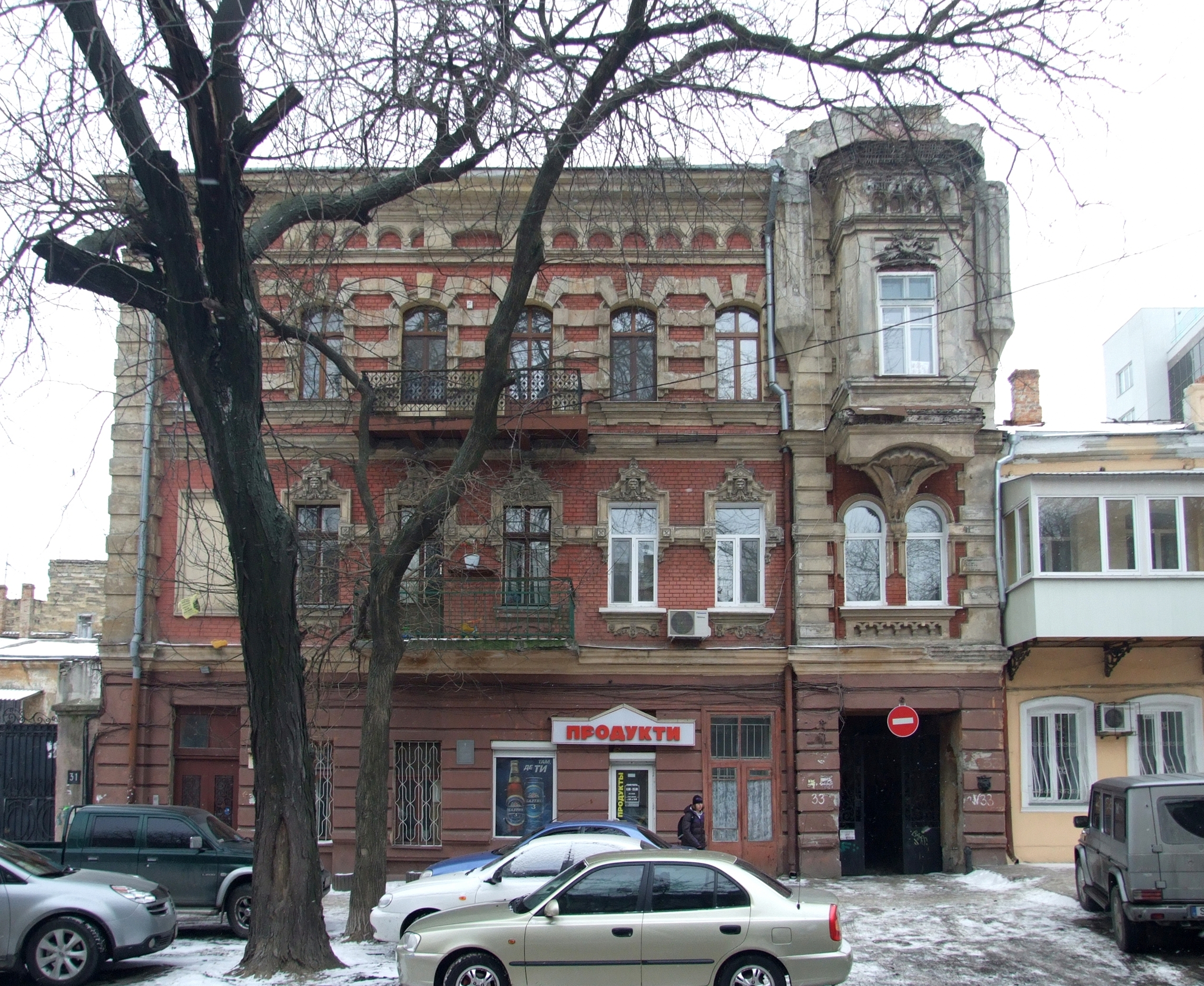
Прибутковий будинок Гелеловича
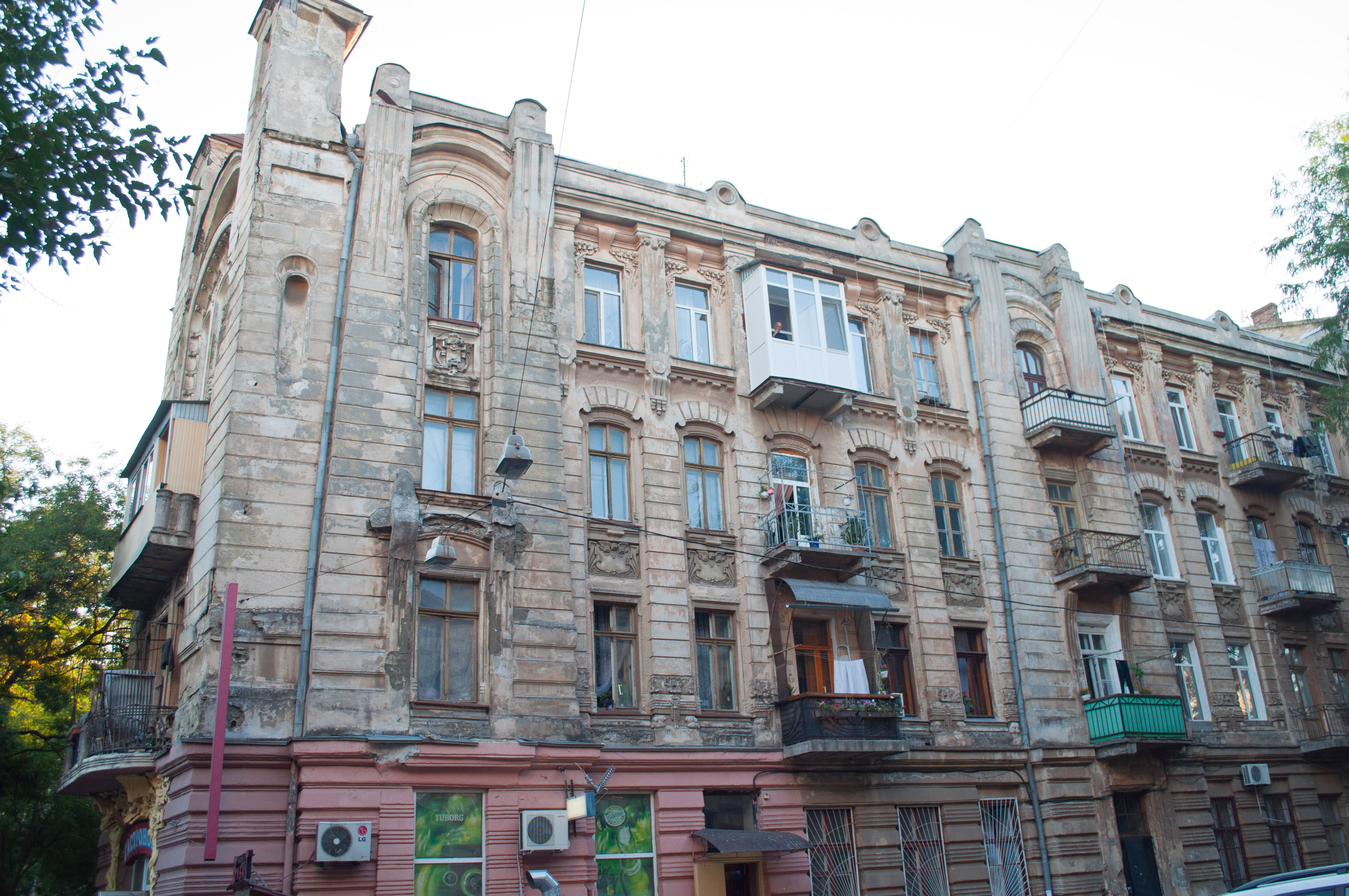
Будинок Вургафта
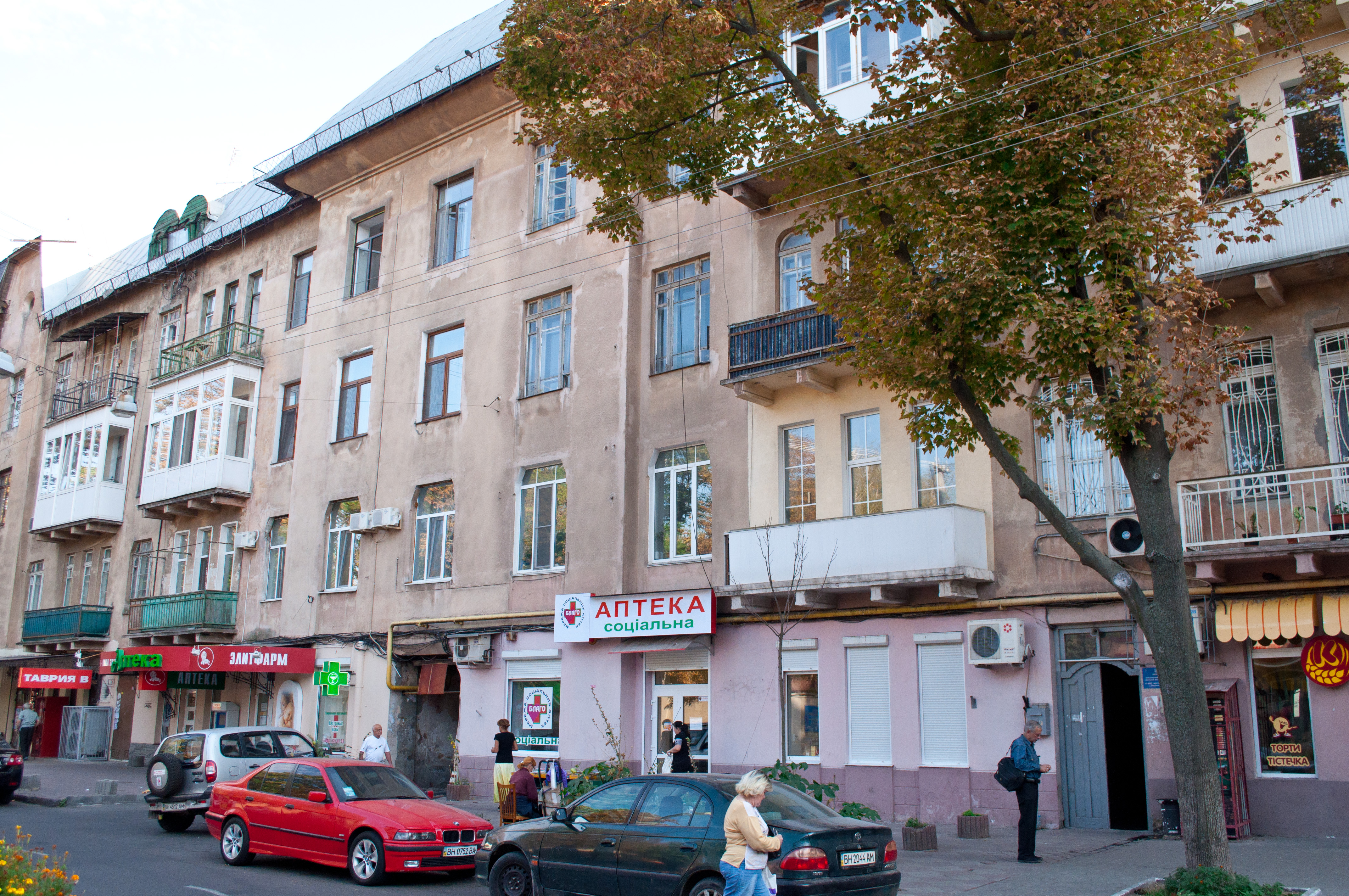
Будинок на Пироговського, 3
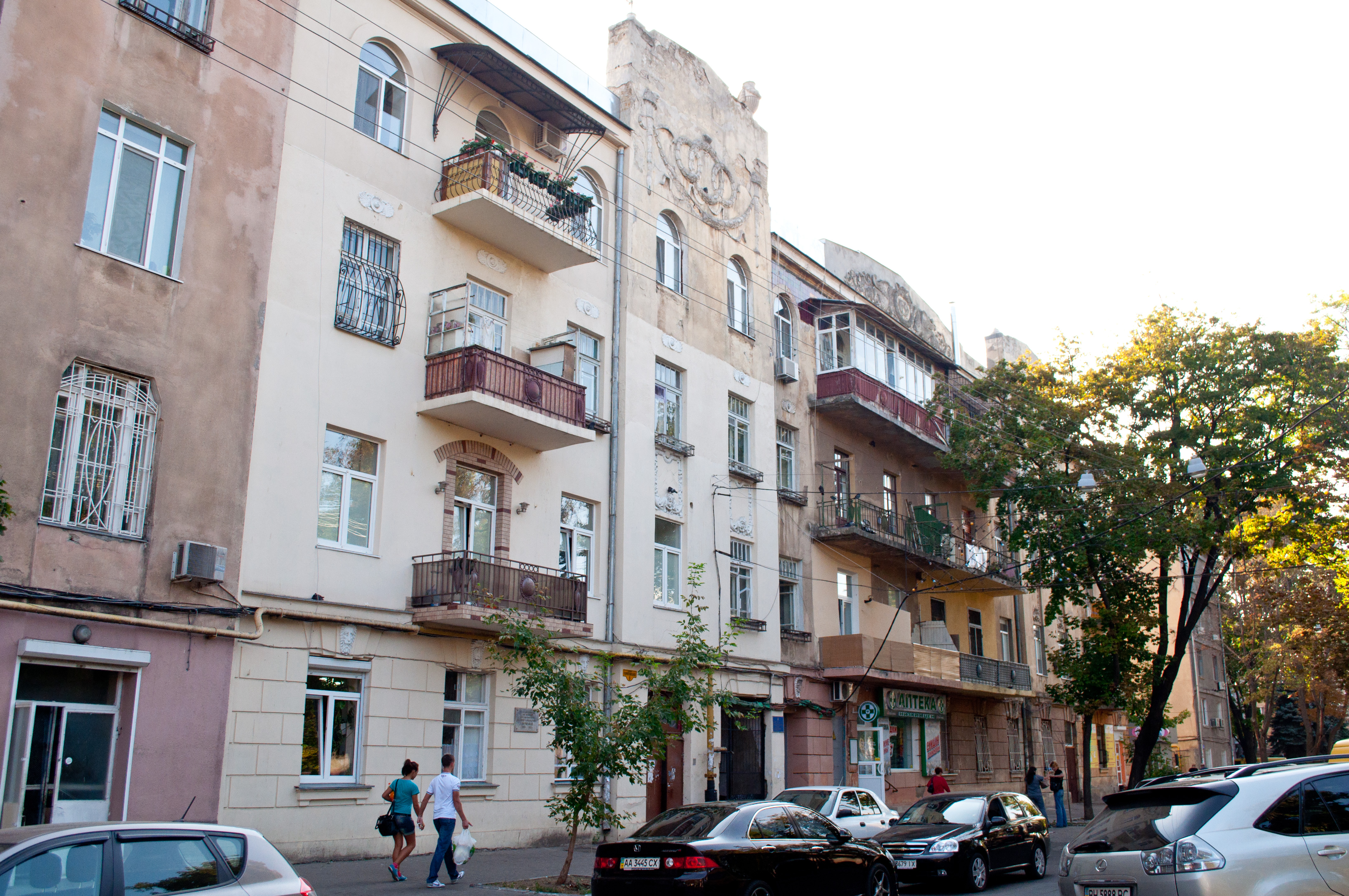
Будинок на Пироговського, 5

Автор плакатів, зокрема:
- «Художественнопромышленная выставка. Одесса. 1910 г. Май — Октябрь», 1910.